# Антоніус ван ден Брук
Антоніус ван ден Брук (нід. Antonius Johannes van den Broek; 4 травня 1870, Зутермеєр — 25 жовтня 1926, Білтховен) — нідерландський юрист і фізик, відомий за уточненням закону розташування елементів у періодичній системі, за яким місце перебування хімічних елементів у періодичній системі залежить від значень зарядів ядер атомів, а не від відносної атомної маси. Ця гіпотеза була опублікована в 1911 р. і знайшла хороше експериментальне підтвердження роботами Генрі Мозлі в 1913 р.

## Біографія
В 1889—1995 рр. вивчав юриспруденцію в Лейденському та Паризькому університетах. У 1895 р. отримав диплом доктора права Лейденського університету. До 1903 р. займався юридичною практикою, після чого його інтереси перемістилися в область природних наук. Був одружений з Елізабет Муве з 1906 року та мав з нею 5 дітей. Більш детальна біографія та його наукові досягнення описані в статті Ліснєвського).

## Наукові досягнення
У 1907 р. в німецькому журналі «Annalen der Physik» вийшла перша стаття Ван ден Брука з фізики — «Альфа-частинка і періодична система елементів». Наукові дослідження стосувалися головним чином до будови ядра атома, періодичної системи хімічних елементів. У 1911 р., через місяць після створення Е. Резерфордом ядерної моделі атома, Ван ден Брук висунув гіпотезу, згідно з якою порядковий номер елемента в періодичній таблиці дорівнює числу електронів в атомі і позитивному заряду ядра атома («Nature», 20 липня 1911). У 1913 р. запропонував протонно-електронну модель будови атомних ядер. Відповідно до цієї моделі ядро складається з протонів і особливих ядерних електронів, які випускаються ядрами радіоактивних елементів як наприклад бета-промені. Протонно-електронна гіпотеза була загальновизнаною до 1932 р. Після відкриття Дж. Чедвіком нейтрона (1932), В. Гейзенберг запропонував модель ядра атома, що складається з протонів і нейтронів. Член Нідерландської королівської Академії Наук (1923).
Генрі Мозлі у своїй фундаментальній праці щодо зв'язку атомного номера елемента і рентгенівського випромінювання (Закон Мозлі), згадує тільки моделі Резерфорда і ван ден Брука.